# Législation sur l'usage des langues en Belgique
 (mai 2022).
Si vous disposez d'ouvrages ou d'articles de référence ou si vous connaissez des sites web de qualité traitant du thème abordé ici, merci de compléter l'article en donnant les références utiles à sa vérifiabilité et en les liant à la section « Notes et références ».
 (mai 2022).
La mise en forme du texte ne suit pas les recommandations de Wikipédia : il faut le « wikifier ».
Les points d'amélioration suivants sont les cas les plus fréquents. Le détail des points à revoir est peut-être précisé sur la page de discussion.
- Les titres sont pré-formatés par le logiciel. Ils ne sont ni en capitales, ni en gras.
- Le texte ne doit pas être écrit en capitales (les noms de famille non plus), ni en gras, ni en italique, ni en « petit »…
- Le gras n'est utilisé que pour surligner le titre de l'article dans l'introduction, une seule fois.
- L'italique est rarement utilisé : mots en langue étrangère, titres d'œuvres, noms de bateaux, etc.
- Les citations ne sont pas en italique mais en corps de texte normal. Elles sont entourées par des guillemets français : « et ».
- Les listes à puces sont à éviter, des paragraphes rédigés étant largement préférés. Les tableaux sont à réserver à la présentation de données structurées (résultats, etc.).
- Les appels de note de bas de page (petits chiffres en exposant, introduits par l'outil «  Source ») sont à placer entre la fin de phrase et le point final[comme ça].
- Les liens internes (vers d'autres articles de Wikipédia) sont à choisir avec parcimonie. Créez des liens vers des articles approfondissant le sujet. Les termes génériques sans rapport avec le sujet sont à éviter, ainsi que les répétitions de liens vers un même terme.
- Les liens externes sont à placer uniquement dans une section « Liens externes », à la fin de l'article. Ces liens sont à choisir avec parcimonie suivant les règles définies. Si un lien sert de source à l'article, son insertion dans le texte est à faire par les notes de bas de page.
- La présentation des références doit suivre les conventions bibliographiques. Il est recommandé d'utiliser les modèles {{Ouvrage}}, {{Chapitre}}, {{Article}}, {{Lien web}} et/ou {{Bibliographie}}. Le mode d'édition visuel peut mettre en forme automatiquement les références.
- Insérer une infobox (cadre d'informations à droite) n'est pas obligatoire pour parachever la mise en page.

Pour une aide détaillée, merci de consulter Aide:Wikification.
Si vous pensez que ces points ont été résolus, vous pouvez retirer ce bandeau et améliorer la mise en forme d'un autre article.

Les quatre régions linguistiques de Belgique:
- néerlandais (en jaune)
- bilingue (Bruxelles-Capitale, en hachuré)
- français (en rouge)
- allemand (en bleu)

La Législation sur l'usage des langues en Belgique désigne l'ensemble des normes juridiques belges qui régulent l'usage officiel des langues de Belgique et sur lesquelles s'appuient l'établissement de la frontière linguistique ainsi que la définition de la langue officielle de l'administration.

## Contexte
La Belgique est un état fédéral composé, selon sa Constitution, de :
- Trois Communautés :
  - Flamande
  - Française
  - Germanophone

- Trois Régions administratives : 
  - Bruxelles
  - Flandre
  - Wallonie

- Quatre Régions linguistiques :
  - Région bilingue de Bruxelles-Capitale
  - Région de langue allemande de Belgique
  - Région de langue française de Belgique
  - Région de langue néerlandaise de Belgique dont le territoire coïncide avec celui de la Région flamande.

À l'exception de la région bilingue de Bruxelles-Capitale, les régions linguistiques sont officiellement unilingues, bien que ce statut fut assoupli par l'octroi de facilités. 
Chaque commune est nécessairement rattachée à au moins une Communauté, à une Région administrative et à une région linguistique . 
Ce découpage ne peut être modifié que par une loi adoptée à une majorité spéciale.

## Constitution
- - 1831 : L'article 30 de la Constitution belge consacre la liberté d'emploi des langues et procède à un changement notable par rapport aux dispositions imposées depuis 1815 par la puissance hollandaise. En 1815, le royaume des Pays-Bas, ayant à nouveau la possession de la Belgique qui avait été sous contrôle français de 1795 à 1815, reprend le contrôle de la Belgique en vertu des dispositions prises lors du congrès de Vienne et impose le néerlandais sur tout le territoire, en tant que langue officielle.
- Loi spéciale du 24 décembre 1970 : Les articles 3 et 4 révisant la Constitution belge  sur les régions linguistiques[2].

## Lois nationales jusqu'en 1993 puis fédérales
- Loi du 17 août 1873 : possibilité d’être jugé en néerlandais en Flandre et à Bruxelles[3].
- Loi de 1878 : possibilité d'utilisation du néerlandais, en matière administrative, dans certains cas, à Bruxelles et dans les provinces du nord.
- Loi du 30 juillet 1894 relative à la prestation de serment : effectuée dans une des langues usitées dans le pays[4].
- Loi du 18 avril 1898, dite loi Coremans-De Vriendt, : les lois doivent être votées, promulguées et publiées en langue française et en langue néerlandaise.
- Loi du 31 juillet 1921 : elle trace une frontière linguistique administrative qui découpe le pays en trois régions : les communes du Nord doivent désormais utiliser exclusivement le néerlandais ; celles du Sud se servent uniquement du français ; la région bilingue de Bruxelles est redéfinie de façon plus restrictive. La loi de 1921 est " de facto " la conséquence du soutien des Allemands aux autonomistes flamands et à la définition géographique de la zone de la langue néerlandaise, dans le  Nord de la Belgique, faisant suite à la définition de cette partie de la Belgique, par la   puissance occupante de 1914 à 1918 et à la création de la première université en langue néerlandaise en Flandre à Gand, autorisée par les Allemands .
- Loi du 28 juin 1932  : relative à l'emploi des langues en matière administrative[5].
- Loi du 14 juillet 1932  : concerne le régime linguistique de l'enseignement primaire et de l'enseignement moyen.
- Loi du 15 juin 1935  : afférente à l'emploi des langues en matière judiciaire.
- Loi du 31 mai 1961 : relative à l'emploi des langues en matière législative, à la présentation, à la publication et à l'entrée en vigueur des textes légaux et réglementaires.
- Loi du 8 novembre 1962  : modifiant les limites des provinces, arrondissements et communes , modifiant la loi du 28 juin 1932 ainsi que celle du 14 juillet 1932, établissant également la frontière linguistique en Belgique.
- Loi du 30 juillet 1963 :  relative à l'emploi des langues dans l'enseignement.
- Loi du 2 août 1963 sur l’emploi des langues dans l’administration : établit entre autres un bilinguisme dans l'agglomération bruxelloise.
- Lois coordonnées du 18 juillet 1966 sur l'emploi des langues : compétence en matière administrative.
- Loi du 21 avril 2007 modifiant l'article 40 des lois sur l'emploi des langues en matière administrative, coordonnées le 18 juillet 1966[6].
- Loi du 21 avril 2007 réglant la publication en langue allemande des lois et arrêtés royaux et ministériels d'origine fédérale[7].
- Loi du 19 juillet 2012 portant diverses modifications, des lois coordonnées du 18 juillet 1966 sur l'emploi des langues en matière administrative.
- Loi du 21 juillet 2013 modifiant la loi du 31 mai 1961[8].
- Loi du 21 avril 2016 portant modification des lois sur l'emploi des langues en matière administrative[9].

## Circulaires flamandes
- Circulaire belge du 16 décembre 1997 dite « Circulaire Peeters » concernant l'usage des langues dans les conseils municipaux de la région de langue néerlandaise, traduction française.
- Circulaire BA-98/03, dite circulaire Martens, sur l'emploi des langues dans les CPAS[10].
- Circulaire BA-2005/03, dite circulaire Keulen[11].

## Décrets wallons
- Décret du 24 janvier 1983 relatif au recours à un dialecte de Wallonie dans l'enseignement primaire et secondaire de la Communauté française .
- Décret du 24 décembre 1990 relatif aux langues régionales endogènes de la Communauté française .
- Décret du 22 octobre 2003 relatif à la reconnaissance de la langue des signes .
- Décret du 13 octobre 2021 sur l'écriture inclusive[12].

## Précisions
- Concernant la région bilingue de Bruxelles-Capitale, il convient de préciser qu'elle correspond à un régime linguistique distinct de ceux des autres régions linguistiques  mais il ne s'agit pas d'une région où les habitants appartiennent à ce qui serait une « Communauté bilingue de Belgique » (comme il existe les communautés flamande, française et germanophone de Belgique). Il s'agit d'une région où se rencontrent les deux principales communautés linguistiques du pays et où la communauté de langue française est de nos jours très largement majoritaire, estimée entre 90 et 95 % de la population de la Région de Bruxelles-Capitale. Malgré l'existence constitutionnelle de quatre régions linguistiques (il s'agit en fait de quatre régimes linguistiques différents), il n'existe donc pas de « quatrième communauté inédite » bilingue en Belgique. Toutefois, à Bruxelles, certaines compétences communautaires sont confiées à la Commission communautaire française de la Région de Bruxelles-Capitale (dite COCOF) ou à la Commission communautaire flamande mais aussi à la Commission communautaire commune (COCOM), une institution bi-communautaire qui règle et gère les matières communes aux deux communautés de la région de Bruxelles-Capitale. Tous les Belges, y compris tous les Bruxellois, dépendent d'une voire de plusieurs communautés linguistiques unilingues (soit francophone, soit néerlandophone, soit germanophone). Mais les Bruxellois ne doivent pas choisir une communauté : ils peuvent dépendre, selon les circonstances, de différentes institutions communautaires. Un Bruxellois ou une Bruxelloise peut, par exemple, recevoir un subside de la Communauté flamande dans le cadre d'une activité artistique, suivre un programme de dépistage médical dans un centre dépendant de la COCOM, recevoir des soins dans un centre dépendant de la COCOF et suivre des cours de promotion sociale à Bruxelles dans un établissement d'enseignement organisé par l'une ou l'autre Communauté. Cela est possible même s’il a choisi d'utiliser soit le français soit le néerlandais dans ses contacts avec les différentes administrations, qui, en vertu des lois linguistiques, utilisent dès lors cette langue dans les contacts avec lui. Ce choix n'a en effet aucune autre implication quant à ses droits et n'est nullement irréversible. Plus généralement, en Belgique, les communautés ne correspondent pas à des sous-nationalités : s'il se déplace dans le pays, un Belge (tout comme un étranger) dépendra successivement d'institutions de différentes communautés : institutionnellement, sa personne n'est pas attachée à une des communautés, même si sa ou ses langues maternelles et sa culture sont celles qui correspondent à l'une (ou plusieurs) de ces communautés, et si, à titre personnel, il a bien souvent un sentiment d'appartenance à l'une de celles-ci (voire parfois à plusieurs).

- Autres précisions : les Flamands habitent essentiellement (à 98 %) dans la région unilingue néerlandophone (et 2 % résident dans la Région bilingue de Bruxelles) ; les Germanophones résident essentiellement dans la région unilingue germanophone, dans les anciens territoires allemands d'avant 1918 (cantons d' Eupen et de Saint-Vith). En  ce qui concerne la troisième communauté du pays, les Francophones, les choses diffèrent sensiblement : en effet, les Francophones sont répartis à 80 % dans la région unilingue française (les Wallons) tandis que 20 % des Francophones belges habitent dans la Région bilingue de Bruxelles-Capitale (les Bruxellois francophones). Il y a aussi des Francophones en région flamande, non seulement dans les communes à facilités proches de la Région bruxelloise et de la frontière linguistique, mais aussi en région gantoise ou anversoise, où ils sont " officiellement " considérés comme inexistants par les autorités locales .

- L'entité appelée dans la Constitution « région linguistique de langue française » et la Communauté francophone de Belgique ne coïncident donc pas du tout, puisque 20 % des Francophones belges résident… en dehors de la région dite de langue française. Ces précisions importent dans la mesure où les appellations utilisées dans la Constitution peuvent parfois laisser croire que les Francophones habitent tous dans la « région de langue française », ce qui est faux ; alors que pour les deux autres communautés linguistiques du pays, les chiffres entre « habitants de la région linguistique » concernée et « communauté linguistique » coïncident effectivement à peu près.